# Tortula virescens
Tortula virescens là một loài Rêu trong họ Pottiaceae. Loài này được (De Not.) De Not. miêu tả khoa học đầu tiên năm 1862.